# کاراکارای سیاه
کاراکارای سیاه (نام علمی: Daptrius ater)، گونه‌ای از پرندگان شکاری از خانواده شاهینان است که در دشت‌های آمازون و گویان فرانسه، معمولاً در کنار رودخانه‌ها یافت می‌شود. آنها در جمهوری سورینام به صورت محلی به عنوان Ger' futu busikaka یا توسط Emberá در پاناما و کلمبیا juápipi {nẽjõmbʌ} نامیده می‌شوند. هر دوی این نام‌ها به چندین گونه پرنده در خانوادهٔ شاهینان اشاره دارد. هلموت سیک، پرنده‌شناس آلمانی-برزیلی، این گونه را با عنوان gavião-de-anta، که به معنای واقعی کلمه به باز تاپیر ("tapir-hawk") ترجمه می‌شود، می‌نامد.